# Oliver Kahn
Oliver Rolf Kahn (tiếng Đức: [ˈɔlɪvɐ ˈkaːn]; sinh 15 tháng 6 năm 1969 ở Karlsruhe) là một cựu thủ môn bóng đá người Đức. Anh bắt đầu sự nghiệp bóng đá trong đội trẻ của câu lạc bộ Karlsruher SC, đến năm 1987 thì chính thức chuyển sang thi đấu chuyên nghiệp. Năm 1994, Kahn chuyển sang thi đấu cho FC Bayern Munich với phí chuyển nhượng là 4,600,000 Mác Đức và kết thúc sự nghiệp cầu thủ của mình tại đây vào năm 2008.
Kahn là một trong những thủ môn thành công nhất trong lịch sử bóng đá Đức khi giành được tám danh hiệu Bundesliga, sáu cúp quốc gia Đức, một Cup UEFA (1996), một chức vô địch UEFA Champions League và một cúp bóng đá liên lục địa (2001). Bên cạnh đó, Kahn còn được bầu là thủ môn xuất sắc nhất châu Âu bốn lần của UEFA, thủ môn xuất sắc nhất thế giới của IFFHS ba lần và cầu thủ xuất sắc nhất nước Đức hai lần. Trong vòng chung kết World Cup 2002, Kahn trở thành thủ môn đầu tiên và duy nhất cho đến nay chiến thắng giải quả bóng Vàng.
Kahn thi đấu cho đội tuyển quốc gia từ năm 1994 đến 2006. Năm 1996, Kahn trở thành nhà vô địch châu Âu trong vai trò dự bị cho Andreas Köpke. Năm 2002, anh là Á quân World Cup sau khi phạm phải sai lầm chết người dẫn đến bàn thắng của Ronaldo trong trận chung kết. Kahn được người hâm mộ đặt cho biệt hiệu là "King Kahn" hay "Der Titan."
Vào ngày 1 tháng 7 năm 2021, ông trở thành Giám đốc điều hành của Bayern Munich.

## Tuổi thơ
Sinh ngày 15/6/1969 tại Karlsruhe, Oliver Kahn là con trai của cựu cầu thủ Rolf, người từng chơi cho CLB Karlsruher những năm 60. Thừa hưởng sự đam mê hay nói đúng hơn là tình yêu với trái bóng tròn từ người cha, Kahn sớm tìm đến sân cỏ như một lẽ tự nhiên. 
Năm lên 6 tuổi, thông qua mối quan hệ của người cha với CLB cũ, Kahn được nhận vào tập tại đội trẻ của Karlsruher. "Ngay trong buổi tập đầu tiên, tôi đã được uốn nắn, chỉnh sửa từ những động tác cơ bản nhất". Vừa đi học, vừa theo tập tại đội trẻ của Karlsruher, Kahn tiến bộ từng ngày. Oái ăm thay, trong khi Kahn có vẻ hứng thú khi được theo tập ở vị trí thủ môn, ông bố Rolf lại muốn anh trở thành một tiền đạo có tiếng: "Tôi từng không tin nó sẽ tìm được thành công trong vai trò thủ môn".
Bằng sự chăm chỉ, nhẫn nại trong khi luyện tập, Kahn dần tạo được phản xạ cũng như kỹ năng bắt bóng rất tốt. "Không ở đâu mà ranh giới giữa một người hùng và một kẻ chiến bại lại mong manh như ở vị trí thủ môn". Không chỉ ra sức luyện tập khả năng bắt bóng, Kahn còn tự luyện khả năng chịu đựng sức ép tâm lý. Theo lời bộc bạch của thủ thành Bayern Munich, anh từng treo la liệt những khẩu hiệu, câu nói có ý nghĩa cổ vũ sự mạnh mẽ xung quanh phòng ngủ lúc còn nhỏ.
Cùng đó, cậu nhóc Kahn rất khoái hò hét ầm ĩ mỗi khi bắt bóng vừa để "hù doạ" đối phương vừa để khích lệ tinh thần của đồng đội. Dù ít nhiều có tiến bộ nhưng cũng phải đến năm 11 tuổi, Kahn mới được BHL đội trẻ Karlsruher chính thức xếp tập ở vị trí thủ môn. "Mặc dù còn ít tuổi nhưng cậu ta đã thể hiện kỹ thuật bắt bóng tương đối tốt, đặc biệt là sự tự tin khi đối mặt với tiền đạo đối phương", một thành viên trong BHL đội trẻ Karlsruher khi đó nhớ lại.
Đối với Kahn, kỷ niệm đáng nhớ nhất trong thời gian theo tập tại Karlsruher là việc đưa đội bóng giành quyền lọt vào trận CK của một giải bóng đá trẻ hồi cuối năm 1980. "Tất cả đồng đội đã chạy ùa đến ôm chặt lấy tôi sau khi tôi cản phá thành công 3 quả trong loạt đá luân lưu". 12 năm ăn tập tại Karlsruher (1975-87), Kahn đã tạo cho mình một phẩm chất cũng như năng lực thi đấu tốt. Như chính lời bộc bạch của Kahn, anh giành được thành công như ngày này là nhờ sự động viên, khích lệ từ người cha.

## Danh hiệu

### Câu lạc bộ
- Bundesliga (8): 1997, 1999, 2000, 2001, 2003, 2005, 2006, 2008
- Cúp Quốc gia (6): 1998, 2000, 2003, 2005, 2006, 2008
- Cúp Liên đoàn bóng đá Đức (6): 1997, 1998, 1999, 2000, 2004, 2007
- Cúp UEFA (1): 1996
- Cúp Champions League (1): 2001
- Cúp liên lục địa (1): 2001

### Quốc tế
- EURO 1996: Vô địch
- World Cup 2002: thứ nhì
- World Cup 2006: thứ ba

### Cá nhân
- Thủ môn xuất sắc nhất theo bình chọn của LĐ Thống kê và lịch sử bóng đá thế giới (IFFHS) các năm: 1999,2000, 2001, 2002,2003,2005
- Thủ môn xuất sắc nhất châu Âu: 1999, 2000, 2001, 2002.
- Quả bóng đồng châu Âu: 2001, 2002.
- Cầu thủ Đức xuất sắc nhất: 2000, 2001.
- Thủ môn xuất sắc nhất Bundesliga: 1994, 1997, 1998, 1999, 2000, 2001, 2002.
- Quả bóng vàng World Cup 2002.
- Thủ môn xuất sắc nhất World Cup 2002. * Lọt vào danh sách FIFA 100 - 125 cầu thủ đương đại xuất sắc nhất.

## Cuộc sống cá nhân
Một năm sau ngày giã từ sân cỏ, cuộc sống của Oliver Kahn, người từng ba lần đoạt danh hiệu Thủ môn xuất sắc nhất thế giới, đã có nhiều thay đổi. Tuy nhiên, "Der Titan" thì vẫn như xưa, khi đã đặt ra mục tiêu sẽ "không bao giờ bỏ cuộc".
Trong bài trả lời phỏng vấn dưới đây, Kahn giải đáp những thắc mắc từ chính các fan hâm mộ về công việc mới, về cảm xúc của anh trước và sau khi kết thúc sự nghiệp, về những vinh quang, những trải nghiệm và cả những bài học quý giá trong cuộc sống. 
Anh có thấy nhớ cảm giác xỏ găng đứng trước khung thành không?
Oliver Kahn: - Cũng không hẳn. Sau 20 năm phấn đấu, bạn đi hết một chặng đường và khi đó, bạn sẽ vui vẻ đặt ra những kế hoạch mới và những thử thách mới cho bản thân. Có những thứ mà tôi không quên, như là đội bóng, những câu nói đùa, sự lôi cuốn, nghị lực và nhất là cảm giác cùng các đồng đội đạt được một thành công nào đó.

## Thống kê sự nghiệp thi đấu
| Thành tích cấp CLB  | Thành tích cấp CLB  | Thành tích cấp CLB  | Giải vô địch | Giải vô địch | Cúp quốc gia | Cúp quốc gia | Cúp châu lục | Cúp châu lục | Tổng cộng | Tổng cộng |
| Mùa giải            | CLB                 | Giải vô địch        | Trận         | Bàn          | Trận         | Bàn          | Trận         | Bàn          | Trận      | Bàn       |
| Đức                 | Đức                 | Đức                 | Giải vô địch | Giải vô địch | DFB-Pokal    | DFB-Pokal    | Châu Âu      | Châu Âu      | Tổng cộng | Tổng cộng |
| ------------------- | ------------------- | ------------------- | ------------ | ------------ | ------------ | ------------ | ------------ | ------------ | --------- | --------- |
| 1987–88             | Karlsruhe           | Bundesliga          | 2            | 0            | 0            | 0            | –            | –            | 2         | 0         |
| 1988–89             | Karlsruhe           | Bundesliga          | 2            | 0            | 0            | 0            | –            | –            | 2         | 0         |
| 1989–90             | Karlsruhe           | Bundesliga          | 0            | 0            | 0            | 0            | –            | –            | 0         | 0         |
| 1990–91             | Karlsruhe           | Bundesliga          | 22           | 0            | 0            | 0            | –            | –            | 22        | 0         |
| 1991–92             | Karlsruhe           | Bundesliga          | 37           | 0            | 2            | 0            | –            | –            | 39        | 0         |
| 1992–93             | Karlsruhe           | Bundesliga          | 34           | 0            | 5            | 0            | –            | –            | 39        | 0         |
| 1993–94             | Karlsruhe           | Bundesliga          | 31           | 0            | 3            | 0            | 10           | 0            | 44        | 0         |
| 1994–95             | Bayern Munich       | Bundesliga          | 23           | 0            | 21           | 0            | 5            | 0            | 30        | 0         |
| 1995–96             | Bayern Munich       | Bundesliga          | 32           | 0            | 2            | 0            | 12           | 0            | 46        | 0         |
| 1996–97             | Bayern Munich       | Bundesliga          | 32           | 0            | 4            | 0            | 2            | 0            | 38        | 0         |
| 1997–98             | Bayern Munich       | Bundesliga          | 34           | 0            | 8            | 0            | 8            | 0            | 50        | 0         |
| 1998–99             | Bayern Munich       | Bundesliga          | 30           | 0            | 8            | 0            | 13           | 0            | 51        | 0         |
| 1999–00             | Bayern Munich       | Bundesliga          | 27           | 0            | 5            | 0            | 13           | 0            | 45        | 0         |
| 2000–01             | Bayern Munich       | Bundesliga          | 32           | 0            | 4            | 0            | 16           | 0            | 52        | 0         |
| 2001–02             | Bayern Munich       | Bundesliga          | 32           | 0            | 5            | 0            | 14           | 0            | 51        | 0         |
| 2002–03             | Bayern Munich       | Bundesliga          | 33           | 0            | 6            | 0            | 6            | 0            | 45        | 0         |
| 2003–04             | Bayern Munich       | Bundesliga          | 33           | 0            | 5            | 0            | 8            | 0            | 46        | 0         |
| 2004–05             | Bayern Munich       | Bundesliga          | 32           | 0            | 7            | 0            | 10           | 0            | 49        | 0         |
| 2005–06             | Bayern Munich       | Bundesliga          | 31           | 0            | 6            | 0            | 7            | 0            | 44        | 0         |
| 2006–07             | Bayern Munich       | Bundesliga          | 32           | 0            | 3            | 0            | 9            | 0            | 44        | 0         |
| 2007–08             | Bayern Munich       | Bundesliga          | 26           | 0            | 7            | 0            | 9            | 0            | 42        | 0         |
| Tổng cộng           | Đức                 | Đức                 | 557          | 0            | 82           | 0            | 142          | 0            | 781       | 0         |
| Tổng cộng sự nghiệp | Tổng cộng sự nghiệp | Tổng cộng sự nghiệp | 557          | 0            | 82           | 0            | 142          | 0            | 781       | 0         |

1 Siêu cúp Đức
| Đội tuyển bóng đá Đức | Đội tuyển bóng đá Đức | Đội tuyển bóng đá Đức |
| Năm                   | Trận                  | Bàn                   |
| --------------------- | --------------------- | --------------------- |
| 1995                  | 2                     | 0                     |
| 1996                  | 3                     | 0                     |
| 1997                  | 3                     | 0                     |
| 1998                  | 7                     | 0                     |
| 1999                  | 6                     | 0                     |
| 2000                  | 10                    | 0                     |
| 2001                  | 10                    | 0                     |
| 2002                  | 15                    | 0                     |
| 2003                  | 9                     | 0                     |
| 2004                  | 11                    | 0                     |
| 2005                  | 7                     | 0                     |
| 2006                  | 3                     | 0                     |
| Tổng                  | 86                    | 0                     |